# Noctiliostrebla aitkeni
Noctiliostrebla aitkeni är en tvåvingeart som beskrevs av Wenzel 1966. Noctiliostrebla aitkeni ingår i släktet Noctiliostrebla och familjen lusflugor. Inga underarter finns listade i Catalogue of Life.